# Ba kẻ đào tẩu
Three Fugitives (Ba kẻ đào tẩu) là một bộ phim hài Mỹ năm 1989 được viết kịch bản và đạo diễn bởi Francis Veber, với sự tham gia của Nick Nolte và Martin Short trong vai chính, và Sarah Rowland Doroff, James Earl Jones, Alan Ruck đóng vai phụ. Đây là phiên bản làm lại của Les Fugitifs, một bộ phim hài năm 1986 của Pháp với sự tham gia của Gérard Depardieu và Pierre Richard cũng do Veber đạo diễn.
Bộ phim nổi tiếng tại phòng vé, thu về hơn 40 triệu USD so với ngân sách 15 triệu USD, mặc dù nhận được sự đón nhận tiêu cực từ các nhà phê bình.

## Nội dung phim
Lucas vừa được phóng thích sau khi đã lĩnh án vì thực hiện 14 vụ cướp ngân hàng và trở thành một tên cướp nổi tiếng. Thanh tra Dugan - người đã bắt Lucas - đến tiễn anh ra tù. Dugan trêu ghẹo Lucas rằng anh nên tiếp tục cướp để ông lại có cơ hội bắt anh. Lucas bèn bảo Dugan chở mình đến ngân hàng, nhưng thực ra anh chỉ định rút số tiền trợ cấp. Đúng lúc đó tên cướp nhỏ bé, hậu đậu Perry cầm súng xông vào ngân hàng cướp tiền. Nhân viên ngân hàng ném túi tiền cho Perry, túi tiền bị mắc lại ở chùm đèn. Perry quá lùn không thể với tới bèn bắt nhân viên với cho mình, nhưng không ngờ nhân viên còn lùn tịt hơn cả Perry. Loay hoay mãi mới lấy được túi tiền thì cảnh sát đã bao vây ngân hàng. Perry bèn bắt Lucas làm con tin, dù Lucas khuyên anh nên chọn người khác. Kết quả là các cảnh sát đều nghĩ Lucas mới là kẻ cướp. Khi Perry sợ quá suýt ngất, Lucas buộc phải đóng giả kẻ cướp để lôi anh ta tránh khỏi tầm súng cảnh sát. Perry vô tình bắn súng vào chân Lucas, Lucas tức giận vì mới ra tù được một giờ đã bị lôi vào rắc rối. Lucas mang Perry và tiền đến đồn cảnh sát, nhưng Perry đổ tội cho Lucas khiến Lucas lại phải chạy trốn cùng với Perry. Sau đó, Perry đưa Lucas đến nhà một bác sĩ thú y đã nghỉ hưu, lẩm cẩm và lòa nửa mùa. Ông ta nhầm Lucas là một con chó bị thợ săn bắn trúng, liên tục vỗ về và còn đưa cho Lucas một khúc xương đồ chơi khiến Lucas giận dữ.
Perry đón con gái Meg đến chỗ họ. Meg bị hội chứng câm sau cú sốc tâm lý khi mẹ cô bé qua đời, áp lực kiếm tiền chữa bệnh cho con cộng với việc thất nghiệp đã khiến Perry đánh liều đi cướp. Perry đề nghị Lucas giúp mình và con gái bỏ trốn, đổi lại anh sẽ giúp Lucas chứng minh vô tội. Lucas bèn giới thiệu Perry đến chỗ Charlie để làm giả giấy tờ, nhưng Charlie đã bắt cóc Perry, gọi điện yêu cầu Lucas mang tiền đến chuộc (Charlie cũng nghĩ Lucas mới là kẻ cướp ngân hàng). Cảnh sát tìm đến nhà bác sĩ thú y, Lucas phải chạy trốn với cái chân đau. Meg cũng bám theo Lucas mặc dù anh xua đuổi cô bé. Khi Lucas ngất xỉu, Meg bèn nằm xuống ngủ bên cạnh anh, Lucas tỉnh lại ngập ngừng ôm cô bé ngủ tiếp.
Lucas cướp một chiếc xe tải đâm thẳng vào quán của Charlie cứu được Perry. Sau đó, Perry viết một lá thư thú tội đưa cho Lucas. Lucas khuyên Perry nên đầu thú, dù sao số tiền cướp được đã bị cảnh sát thu hồi ở nhà ông bác sĩ thú y. Perry nói anh không thể vì lo cho con gái. Lúc Lucas định rời đi, bất ngờ Meg lên tiếng ngăn cản khiến Perry mừng rỡ. Mặc dù vậy Lucas vẫn đi, Meg bỏ chạy khỏi xe của bố tìm Lucas. Lucas và Perry gặp lại nhau nhưng cả hai phải trốn vào bụi rậm tránh cảnh sát. Meg được một ông già hỏi han, Perry cho rằng ông già là người xấu bèn dùng đá ném ông ta nhưng lại trúng đầu một cảnh sát. Perry và Lucas buộc phải chạy trốn, Meg thì được ông già giao cho cảnh sát.
Perry sau đó tách khỏi Lucas. Lucas đến đồn cảnh sát đầu thú, Thanh tra Dugan sau khi điều tra được những chuyện Lucas đã trải qua thì không thể nhịn được cười. Lucas sau khi được minh oan thì quyết định hoàn lương trở thành công nhân của một công ty thiết bị chống trộm. Lucas đến cô nhi viện thăm Meg, cô bé đã tái phát chứng câm và thậm chí không chịu ăn uống. Lucas cố gắng bắt chuyện với cô bé nhưng vô hiệu.
Vào một đêm, Lucas thấy Perry loay hoay phá khóa hàng rào cô nhi viện. Anh ngán ngẩm giúp Perry mở khóa và tìm Meg, nhưng anh đã bế nhầm một cô bé khác, khiến các cô bé trong cô nhi viện bắt đầu la hét. Một nữ nhân viên chạy tới, vô tình vấp ngã làm rơi súng. Perry cướp khẩu súng khống chế nữ nhân viên, tìm được Meg đang ở trong phòng y tế. Nhân viên bảo vệ ập đến, Lucas đánh ngất hai nhân viên bảo vệ giúp bố con Perry chạy thoát. Ba người lẩn trốn tại nhà một gia đình giàu có đang đi du lịch, Lucas đã từng thay khóa cho họ nên cũng dễ dàng mở khóa. Tại đây, Meg đã hồi phục, có thể ăn uống và nói chuyện.
Lucas nghĩ kế trốn sang biên giới Canada bằng giấy tờ của chính gia đình này. Trong đó, Lucas làm "bố", Perry làm "mẹ", còn Meg sau khi được Lucas cắt tóc trở thành bé trai Jonathan. Perry phản đối ầm ĩ vì phải giả gái, Lucas chỉ nói rằng "lố bịch còn hơn là bị bắt". Và thế là gia đình bé Jonathan lái xe lên đường.
Tới gần biên giới, gặp phải chốt kiểm tra của cảnh sát, Perry bắt đầu hoảng loạn. Lucas phải nói dối là "vợ" anh sắp sinh. Cảnh sát lại quá nhiệt tình dẫn họ đến bệnh viện và không rời đi cho đến khi Perry được đưa lên cáng. Ngay khi được đưa vào trong, Perry hô lớn là mình không sao bằng giọng đàn ông khiến cả bệnh viện quay lại nhìn chằm chằm, "hai vợ chồng" xấu hổ bỏ chạy.
Qua khỏi biên giới, Lucas bảo Perry đến ngân hàng đổi tiền, còn anh nói lời tạm biệt với Meg. Meg đang rất buồn vì biết sắp phải xa Lucas, Lucas cố giải thích cho cô bé hiểu anh không muốn chạy trốn mãi. Đúng lúc đó, ngân hàng bị cướp, Perry bị kẻ cướp bắt làm con tin giống đầu phim Perry bắt Lucas. Perry nhún vai không hiểu, còn Lucas nói với Meg anh sẽ ở cùng bố con cô…

## Diễn viên
- Nick Nolte vai Daniel James Lucas
- Martin Short vai Ned Perry
- James Earl Jones vai Thanh tra Marvin Dugan
- Alan Ruck vai Thanh tra Tenner
- Sarah Doroff vai Megan "Meg" Perry
- Kenneth McMillan vai Bác sĩ Horvath
- David Arnott vai Nhân viên ngân hàng
- Lee Garlington vai Jane Karie
- Bruce McGill vai Charlie
- Sy Richardson vai Tucker
- Rocky Giordani vai Bowles
- Stanley Brock vai Release Sergent
- Rick Hall vai Billy

## Đón nhận
Bộ phim nhận được đánh giá tiêu cực từ các nhà phê bình. Rotten Tomatoes cho bộ phim điểm số 14% dựa trên 14 đánh giá tính đến tháng 5/2016.